# Phantom (groupe)
Pour les articles homonymes, voir Phantom.
Phantom (hangeul: 팬텀) est un groupe de hip-hop sud-coréen, originaire de Séoul. Il se compose de trois membres: Kiggen, Sanchez et Hanhae. Ils sont managés par Brand New Music et Rainbow Bridge World. Le groupe a sorti de nombreux albums single et deux mini-albums: Phantom City et Phantom Theory. En 2014, le groupe sort son premier album, Phantom Power,.

## Biographie

### Débuts et covers sur YouTube (2011)
Kiggen commence sa carrière en tant que producteur et compositeur. Il sort son premier album solo qui est un mélange de hip-hop et de jazz en 2007, nommé Pianissimo. La même année, il débute un projet musical électronique appelé HybRefine. L'unique album du groupe, 2010, est sorti en 2010 et Sanchez apparaît sur le single Cosmo Dance,. Hanhae était stagiaire chez Stardom Entertainment et devait faire partie du groupe de K-pop Block B. Il quitte le groupe avant qu'il débute et sort sa propre mixtape, Eargasm, en 2011,.
Après avoir rejoint Brand New Music, les trois artistes apparaissent dans le vidéoclip du single You Look Good de leur collègue de label Verbal Jint en 2011. En tant que Phantom, ils sortent plusieurs vidéos sur YouTube cette année, notamment 19 Song, un medley de chansons qui ont été bannies par le ministère sud-coréen de l'Égalité des genres et de la famille, et Freddie 'Phantom' Mercury Singing the Boys, où Sanchez prend la voix de Freddie Mercury du groupe Queen pour chanter The Boys de Girls' Generation.

### Hole In Your Face(2011)
Le 25 novembre 2011, Phantom sortent leur premier album single, Hole In Your Face (얼굴 뚫어지겠다). Le teaser du clip est sorti le même jour sur leur chaîne YouTube officielle. La vidéo, qui montrait une fille se faisant tirer dans la tête, fait immédiatement l'objet de controverses dues à sa nature graphique ; le groupe sort donc peu après une version censurée du clip.
Phantom reçoit le prix de « rookie du mois » aux Cyworld Digital Music Awards pour décembre 2011, malgré le fait que le groupe n'avait pas encore fait ses débuts officiels. Cependant, ils avaient fait de nombreuses performances ces derniers mois, apparaissant aux côtés d'artistes populaires tels que Verbal Jint, Bizniz, Swings et Mighty Mouth,,,. Le groupe apparait également dans des clips de Verbal Jint, Absalute Music et Skull,,.

### Phantom CityetPhantom Theory(2012)
En août 2012, Phantom sort la ballade Seaweed Soup. Quelques jours plus tard, ils sortent leur premier mini-album intitulé Phantom City. L'album atteint la 10e place du Gaon Album Chart. Phantom font leurs débuts sur les émissions musicales avec la piste de l'album Burning au M! Countdown, Music Bank, Music Core et Inkigayo,,,. Le groupe remporte le prix du Meilleur nouvel artiste aux Korean Culture Entertainment Awards cette année.
En janvier 2013, Phantom sort son deuxième mini-album, Phantom Theory, qui débute à la 12e place du Gaon Album Chart. Ils sortent également un vidéoclip pour le single Like Cho Young Pil.

### Phantom Power(depuis 2014)
Phantom sortent leur premier album Phantom Power en mai 2014. Des artistes tels que San E, Verbal Jint, Navi et Ga-in figuraient sur l'album, la dernière a notamment participé à la piste titre Seoul Lonely. L'album a débuté à la 16e place du Gaon Album Chart.

## Membres
- Lee Ki-won (hangeul: 이기원; né le 13 mars 1979 (46 ans)), mieux connu par son nom de scène Kiggen (hangeul: 키겐), est le rappeur et producteur du groupe. Il a étudié le japonais et la littérature à l'Université nationale de Pusan[34]. En plus de son travail avec Phantom, il a composé et arrangé des chansons pour des artistes comme VIXX, Infinite H, Bestie, Block B et Verbal Jint. Il a également travaillé comme doubleur dans des publicités[4].

- Shin Jae-min (hangeul: 신재민; né le 17 octobre 1986 (38 ans)), mieux connu par son nom de scène Sanchez (hangeul: 산체스), est le chanteur, rappeur et producteur du groupe. Il est né à Jecheon en Corée du Sud et a déménagé avec sa famille en Nouvelle-Zélande alors qu'il était encore enfant. Il a deux frères, dont le rappeur Microdot. Sanchez a étudié le japonais et le droit à l'Université d'Auckland mais n'a pas validé son diplôme[34],[35].

- Jung Han-hae (hangeul: 정한해; né le 7 avril 1990 (34 ans)), mieux connu par son nom de scène Hanhae (hangeul: 한해), est le chanteur et rappeur du groupe. Il a étudié le commerce international à l'Université Dong-A[34].

## Discographie

### Albums solo
| Titre                                   | Détails sur l'album                                        | Liste des pistes | Meilleure position | Réf    |
| Titre                                   | Détails sur l'album                                        | Liste des pistes | COR                | Réf    |
| --------------------------------------- | ---------------------------------------------------------- | --- | ------------------ | ------ |
| 365 (par Hanhae)                        | - Date de sortie: 30 janvier 2015 - Label: Brand New Music | 1. "올해의 남자 (Man Of The Year)" (ft. D.meanor) 2. "넥 브레이커 (Neck Breaker)" (ft. Ugly Duck & Digiri) 3. "오버액션 (Over Action)" (ft. New Day) 4. "따뜻하게 (Make It Warm)" (ft. D.meanor) 5. "가위바위보 (Rock Paper Scissors)" (ft. Louie de The Geeks) 6. "계산은 냅둬 (It's On Me)" 7. "365" 8. "가여워 (Pity)" (ft. Swings) | 5                  | [ 36 ] |
| 여자 (Girl) (par Sanchez & Verbal Jint) | - Date de sortie: 31 août 2015 - Label: Brand New Music    | 1. Good Times 2. Favorite! 3. 다른그림찾기 (Spot the Difference) (feat. Stella Jang) 4. My Type 2.5 (feat. Kang Min-kyung) 5. 싫대 (Doin It) (feat. Bumkey) 6. 귀아래 (Body 2 Body) (feat. LE d'EXID) 7. 굿나잇 (Good Night) | 14                 | [ 37 ] |

### Singles
| Titre                                         | Année | Meilleure position | Réf    |
| Titre                                         | Année | COR                | Réf    |
| --------------------------------------------- | ----- | ------------------ | ------ |
| Hole In Your Face (얼굴 뚫어지겠다)           | 2011  | 90                 | [ 38 ] |
| Ice                                           | 2012  | —                  |        |
| Seaweed Soup (미역국)                         | 2012  | 56                 | [ 39 ] |
| "Come As You Are (몸만와)" (avec Verbal Jint) | 2013  | 18                 | [ 40 ] |
| "I Already Know (다알아)"                     | 2013  | —                  |        |
| "New Era (신세계)" (ft. Navi)                 | 2013  | 34                 | [ 41 ] |
| "A Story About My Ex (이제 보니까)"           | 2014  | 79                 | [ 42 ] |
| "Could You Be Mine? (확신을 줘)"              | 2015  | —                  |        |

### Singles solo
| Titre                    | Année | Artiste                                      | Meilleure position | Réf |
| Titre                    | Année | Artiste                                      | COR                | Réf |
| ------------------------ | ----- | -------------------------------------------- | ------------------ | --- |
| Beautiful Day            | 2012  | Sanchez (ft. G.NA )                          |                    |     |
| 끊어줄래                 | 2014  | Hanhae (ft. San E & Taewan)                  |                    |     |
| 이상하자                 | 2015  | Hanhae et Raina (ft. Verbal Jint)            |                    |     |
| Doin It (싫대)           | 2015  | Sanchez et Verbal Jint (ft. Bumkey)          |                    |     |
| 다시보기 (Playback)      | 2015  | Kiggen (ft. 진실 de Mad Soul Child & Hanhae) |                    |     |
| 구름                     | 2015  | Hanhae (ft. Bumkey)                          |                    |     |
| 선을 넘자 (Go The Limit) | 2015  | Kiggen (ft. Basick, Ja Mezz & Esbee)         |                    |     |
| 버려진 기분              | 2016  | Kiggen (ft. Eluphant, Ravi de VIXX & Esbee)  |                    |     |
| 내가 이래 (I Used to)    | 2016  | Hanhae                                       |                    |     |
| Fill It Up               | 2016  | Hanhae (ft. Owen Ovadoz & D.meanor)          |                    |     |

## Filmographie

### Télévision
| Titre               | Année | Notes                  |
| ------------------- | ----- | ---------------------- |
| Show Me the Money 4 | 2015  | Hanhae était candidat  |
| Show Me the Money 5 | 2016  | Sanchez était candidat |

## Récompenses
| Année | Travail nommé                       | Prix                                | Catégorie                 | Résultat |
| ----- | ----------------------------------- | ----------------------------------- | ------------------------- | -------- |
| 2011  | 얼굴 뚫어지겠다 (Hole in Your Face) | Cyworld Digital Music Awards        | Rookie du mois (décembre) | Lauréat  |
| 2012  | Phantom                             | Korean Culture Entertainment Awards | Meilleur nouvel artiste   | Lauréat  |